# Gynoplistia pedestris
Gynoplistia pedestris är en tvåvingeart som beskrevs av Edwards 1923. Gynoplistia pedestris ingår i släktet Gynoplistia och familjen småharkrankar. Inga underarter finns listade i Catalogue of Life.